# Los Huertos
Los Huertos est une commune de la province de Ségovie dans la communauté autonome de Castille-et-León en Espagne.

## Sites et patrimoine
- Église Notre-Dame de l'Assomption (es)